# Mistrzostwa Europy w Łyżwiarstwie Szybkim w Wieloboju 1934

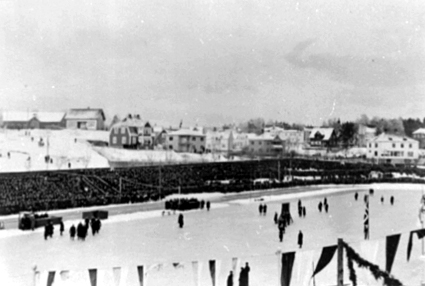
1934 Hamar

37. mistrzostwa Europy w łyżwiarstwie szybkim w wieloboju odbyły się w dniach 3–4 lutego 1934 roku w Hamar, w Norwegii. Łyżwiarze startowali na stadionie Hamar po raz czwarty (wcześniej w 1894, 1911 i 1923). W zawodach brali udział tylko mężczyźni. Zawodnicy startowali na czterech dystansach: 500 m, 1500 m, 5000 m i 10000 m. O tym, które miejsca zajmowali zawodnicy decydowała mniejsza liczba punktów uzyskana z czterech biegów. Do biegu na 10000 m awansowała tylko najlepsza 14 po trzech dystansach. Złoto wywalczył reprezentant gospodarzy Michael Staksrud. Austriak Max Stiepl ustanowił rekord świata na 5000 m.

## Uczestnicy
W zawodach wzięło udział 16 łyżwiarzy z 4 krajów. Sklasyfikowanych zostało 14.
| Państwa biorące udział w mistrzostwach | Państwa biorące udział w mistrzostwach | Państwa biorące udział w mistrzostwach | Państwa biorące udział w mistrzostwach |
| -------------------------------------- | -------------------------------------- | -------------------------------------- | -------------------------------------- |
| Austria                                | Finlandia                              | Holandia                               | Norwegia                               |

## Wyniki
- NC – nie zakwalifikował się, f – wywrócił się, WR – rekord świata

| Pozycja | Zawodnik            | Kraj      | 500 m      | Pkt    | 5000 m         | Pkt    | 1500 m        | Pkt    | 10000 m       | Pkt    | Suma pkt. |
| ------- | ------------------- | --------- | ---------- | ------ | -------------- | ------ | ------------- | ------ | ------------- | ------ | --------- |
| 01 !    | Michael Staksrud    | Norwegia  | 44.2 (2.)  | 44.200 | 8:30.0 (2.)    | 51.000 | 2:21.4 (1.)   | 47.133 | 17:42.2 (3.)  | 53.110 | 195.443   |
| 02 !    | Max Stiepl          | Austria   | 47.2 (12.) | 47.200 | 8:18.9 (1.) WR | 49.890 | 2:23.4 (6.)   | 47.800 | 17:29.5 (1.)  | 52.475 | 197.365   |
| 03 !    | Karl Wazulek        | Austria   | 46.3 (11.) | 46.300 | 8:31.6 (3.)    | 51.160 | 2:22.8 (5.)   | 47.600 | 17:35.3 (2.)  | 52.765 | 197.825   |
| 4.      | Ivar Ballangrud     | Norwegia  | 45.0 (4.)  | 45.000 | 8:34.9 (5.)    | 51.490 | 2:22.1 (3.)   | 47.366 | 17:59.4 (5.)  | 53.970 | 197.827   |
| 5.      | Charles Mathiesen   | Norwegia  | 45.9 (7.)  | 45.900 | 8:33.4 (4.)    | 51.340 | 2:23.7 (7.)   | 47.900 | 17:43.0 (4.)  | 53.150 | 198.290   |
| 6.      | Hans Engnestangen   | Norwegia  | 43.1 (1.)  | 43.100 | 8:49.5 (8.)    | 52.950 | 2:22.3 (4.)   | 47.433 | 18:49.7 (11.) | 56.485 | 199.968   |
| 7.      | Åke Ekman           | Finlandia | 45.9 (7.)  | 45.900 | 9:01.8 (13.)   | 54.180 | 2:25.1 (8.)   | 48.366 | 18:56.0 (12.) | 56.800 | 201.768   |
| 8.      | Arne Østby          | Norwegia  | 45.5 (5.)  | 45.500 | 9:01.8 (13.)   | 54.180 | 2:25.1 (8.)   | 48.366 | 18:56.0 (12.) | 56.800 | 204.847   |
| 9.      | Siem Heiden         | Holandia  | 48.1 (14.) | 48.100 | 8:48.2 (7.)    | 52.820 | 2:29.5 (13.)  | 49.833 | 18:16.0 (7.)  | 54.800 | 205.553   |
| 10.     | Roelof Koops        | Holandia  | 47.7 (13.) | 47.700 | 8:50.3 (9.)    | 53.030 | 2:29.6 (14.)  | 49.866 | 18:23.7 (8.)  | 55.185 | 205.782   |
| 11.     | Sverre Kjeldsen     | Norwegia  | 45.9 (7.)  | 45.900 | 9:02.0 (14.)   | 54.200 | 2:27.1 (10.)  | 49.033 | 19:02.9 (13.) | 57.145 | 206.278   |
| 12.     | Carsten Christensen | Norwegia  | 46.0 (10.) | 46.000 | 9:01.2 (12.)   | 54.120 | 2:27.5 (11.)  | 49.166 | 19:04.6 (14.) | 57.230 | 206.517   |
| 13.     | Oskar Thors         | Norwegia  | 48.3 (15.) | 48.300 | 9:05.4 (15.)   | 54.540 | 2:31.7 (15.)  | 50.566 | 18:37.5 (9.)  | 55.875 | 209.282   |
| 14.     | Jan Langedijk       | Holandia  | 48.3 (15.) | 48.300 | 9:00.9 (11.)   | 54.090 | 2:39.8f (16.) | 53.266 | 18:47.8 (10.) | 56.390 | 212.047   |
| NC      | Clas Thunberg       | Finlandia | 44.2 (2.)  | 44.200 | 9:10.7 (16.)   | 55.070 | 2:22.0 (2.)   | 47.333 | NC            | 99 !   | 146.603   |
| NC      | Erling Lindboe      | Norwegia  | 45.6 (6.)  | 45.600 | 8:59.4 (10.)   | 53.940 | 2:28.6 (12.)  | 49.533 | NC            | 99 !   | 149.073   |